# Orešany
Orešany és un poble i municipi del districte de Topoľčany de la regió de Nitra, Eslovàquia que es troba a la regió de Nitra, al sud-oest del país. La primera menció escrita de la vila es remunta al 1330.

## Demografia
| Godina             | 1994 | 2004    | 2014    | 2024   |
| ------------------ | ---- | ------- | ------- | ------ |
| Nombre de persones | 316  | 281     | 333     | 330    |
| Diferència         |      | −11,07% | +18,50% | −0,90% |

| Godina             | 2023 | 2024   |
| ------------------ | ---- | ------ |
| Nombre de persones | 325  | 330    |
| Diferència         |      | +1,53% |